# Tumbling

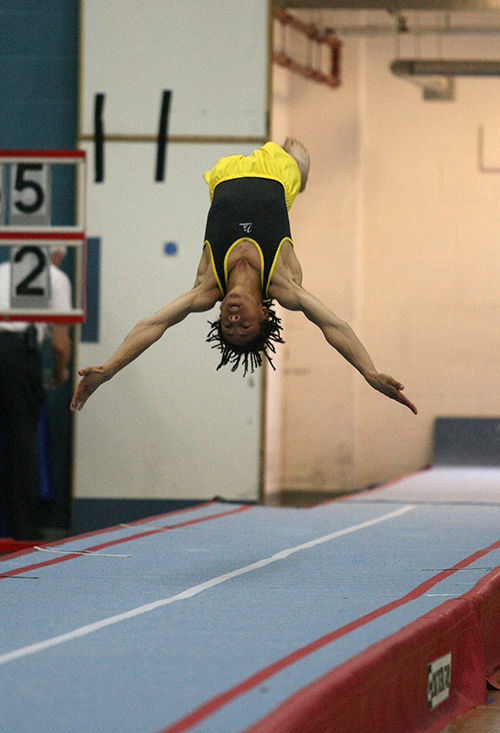
Jordan Ramos, campeón británico de tumbling.

El tumbling es una disciplina que forma parte de la gimnasia de trampolín. 

## Desarrollo
El tumbling consiste en la realización de acrobacias encadenadas con la ayuda de una superficie compuesta de tablas de madera cubiertas por largas tiras de un material parecido a la espuma que ayuda a amortiguar. Al pisar fuerte sobre esta pista se hunden la tablas de madera y, como un muelle, te impulsan hacia arriba de manera que ganas mucha altura. En esta especialidad se compite con series obligatorias y libres de entre 8 y 12 ejercicios en los que solo se permite que las manos o los pies tomen contacto con el elemento para no sufrir ningún tipo de penalización. En este aparato se pueden alcanzar alturas mayores a la de un camión de doble remolque.
Los ejercicios más usados en esta disciplina son la rondada, el flic-flac, el tempo y los mortales simples o múltiples en diferentes posiciones. Estos últimos se podrán hacer opcionalmente combinados con giros en porciones de 180°. Este deporte no participa actualmente en los Juegos Olímpicos, pero al igual que el doble mini-tramp y el trampolín, también conocido como cama elástica y deporte olímpico desde Sídney 2000, participa en campeonatos mundiales, así como en los World Games, o Juegos Mundiales, campeonato internacional de aquellos deportes no olímpicos. 
Uno de los gimnastas más importantes en esta disciplina es Damien Walters, quien ha participado en cuatro campeonatos mundiales de trampolín y ha formado parte del equipo británico que ganó el título mundial de competición por equipos.

## Competición
Es un deporte principalmente destinado a competir. Una competición se compone de 3 ejercicios con 10 elementos en cada ejercicio. Es importante entender que un ejercicio en trampolín se caracteriza por el encadenamiento de elementos realizados con altura y con un ritmo continuo, sin incluir saltos extendidos intermedios, mientras que un elemento se refiere a una única acrobacia. El ejercicio debe mostrar buena forma, ejecución, altura, conservación de la altura y apertura en todos los elementos para demostrar un control perfecto sobre el cuerpo durante la fase de vuelo. Es una disciplina tremendamente estricta, por lo tanto, el más mínimo error será penalizado. En una competición siempre hay dos fases: 
La primera es la fase de clasificación que consiste en la realización de dos ejercicios. El orden de salida para la ronda de clasificación se decide mediante un sorteo. Los gimnastas serán divididos en grupos de no más de 16 gimnastas por grupo, realizando cada grupo su primer y segundo ejercicio antes de que el siguiente grupo inicie la fase clasificatoria. Los 24 mejores resultados de la primera ronda se clasificarán para la segunda, de la cual solo tres saldrán victoriosos y pasaran a la final. En la final solo hay un ejercicio y se pone la puntuación a cero. El que más puntuación obtenga de ese ejercicio saldrá victorioso. 
La competición por equipos funciona de manera parecida: en primer lugar se debe saber que un equipo está formado por tres integrantes mínimos y cuatro máximo. Cada miembro realiza sus ejercicios y al final de la fase clasificatoria se suma puntuaciones, en los campeonatos del mundo, los 5 mejores equipos se clasifican para la ronda final. Se reinicia la puntuación a cero y la final se desarrolla de igual manera que la individual, pero sumando las puntuaciones de todos los integrantes.

## Vestimenta
Existen unas estrictas normas de vestuario que si no cumples pueden llegar a penalizarte. Estas son distintas para gimnastas masculinos, femeninas y equipos. Gimnastas masculinos: mallas sin mangas o con manga corta, pantalones de gimnasia de un solo color y cubrir los pies del mismo color que los pantalones. Gimnastas femeninas: maillot con o sin mangas ceñido a la piel, puede vestir mallas largas pero siempre ceñidas a la piel, cubrir los pies de color blanco, joyería no permitida, anillos sin piedras grandes se pueden llevar pero vendados, siempre y cuando el vendaje no contraste con la piel y la ropa interior no podrá ser visible. Por equipos: los miembros de un equipo deben vestir el mismo uniforme idéntico en forma y color, el incumplimiento de esta norma puede resultar en la descalificación del equipo, esta decisión será tomada por el juez o árbitro. Cualquier incumplimiento de esta normativa provocará una penalización o incluso descalificación.

## Código de puntuación
En estos ejercicios se valora la ejecución y el nivel de dificultad. Cada uno de estos aspectos tiene su propia nota y, cuando se suman, se aplican las penalizaciones. La nota de ejecución se llama nota E y esta nota resulta de la media de las calificaciones de los cuatro jueces; este promedio se multiplica por dos y tiene una precisión de 0,001. La nota dificultada, llamada nota D, resulta de la suma de los valores de dificultad de los elementos exitosamente realizados en un ejercicio; posteriormente se divide entre 100 y resulta la nota D. Por último, la suma de las anteriores calificaciones concluyen en la nota total a la cual todavía no se le han aplicado las penalizaciones. Las penalizaciones restan desde 0,1 hasta 1.